# Hycan

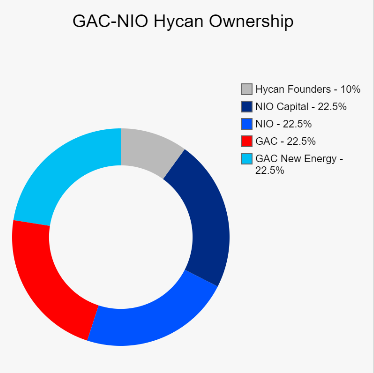
Alte Übersicht über die Anteile am Unternehmen

Hycan ist eine Marke für Automobile aus der Volksrepublik China.

## Markengeschichte
Das Unternehmen GAC Nio New Energy Automobile Technology wurde im April 2018 gegründet. Beteiligt waren damals die Guangzhou Automobile Industry Group und Nio. Beide hielten 45 % der Anteile; der Rest gehörte den Angestellten des Unternehmens. Das Unternehmen ist oder war dem Elektroautomobilhersteller GAC New Energy Automobile der GAC-Gruppe unterstellt. Der Sitz ist in Guangzhou. Im ersten Halbjahr 2021 änderte sich die Firmierung in Hycan Automobile Technology. Im August 2022 zog sich Nio zurück.
Ab Mai 2019 wurden Prototypen vorgestellt. Im April 2020 begann der Verkauf in China. Der Markenname lautet Hycan.
Am 11. Januar 2025 gab die GAC Group bekannt, dass sie als Aktionär das Problem der Mitarbeitervermittlung bei Hycan im Einklang mit ihrer Investitionsquote löst. GAC Aion wird den Kundendienst für Hycan-Produkte übernehmen. Es wurde bestätigt, dass Hycan im Wesentlichen nicht mehr existiert.

## Fahrzeuge und Vertrieb in Deutschland
Der Hycan 007 ist das erste Modell und wird batterieelektrisch angetrieben. 2021 folgte der Hycan Z03 und 2022 der Hycan A06. Auf der Guangzhou Auto Show im Dezember 2022 debütierte zudem der Van Hycan V09. Im April 2023 verkündete der Importeur Elaris, dass in Deutschland der Z03 als Elaris Leo und der A06 als Elaris Jaco vermarktet werden sollen.

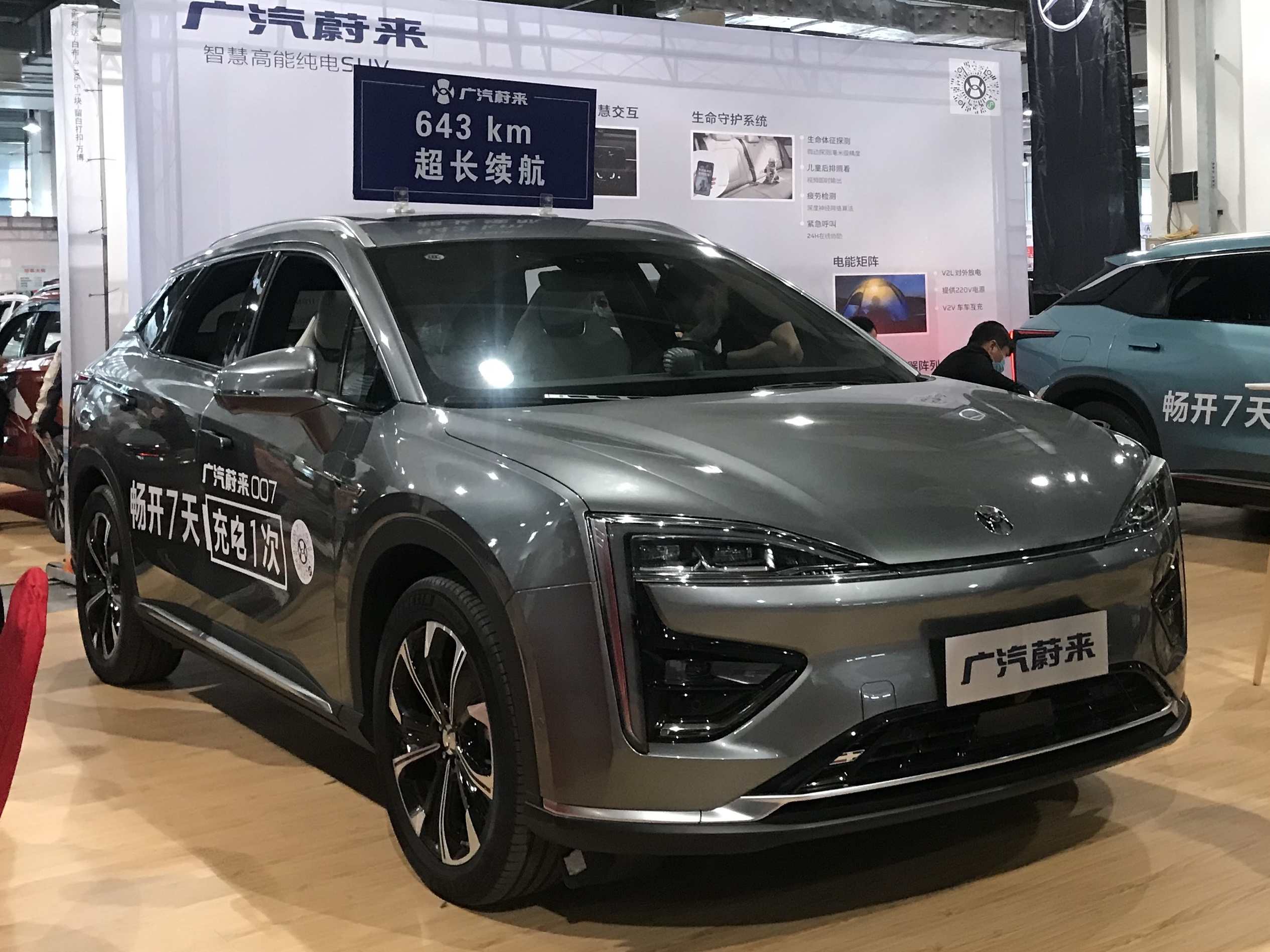
Hycan 007
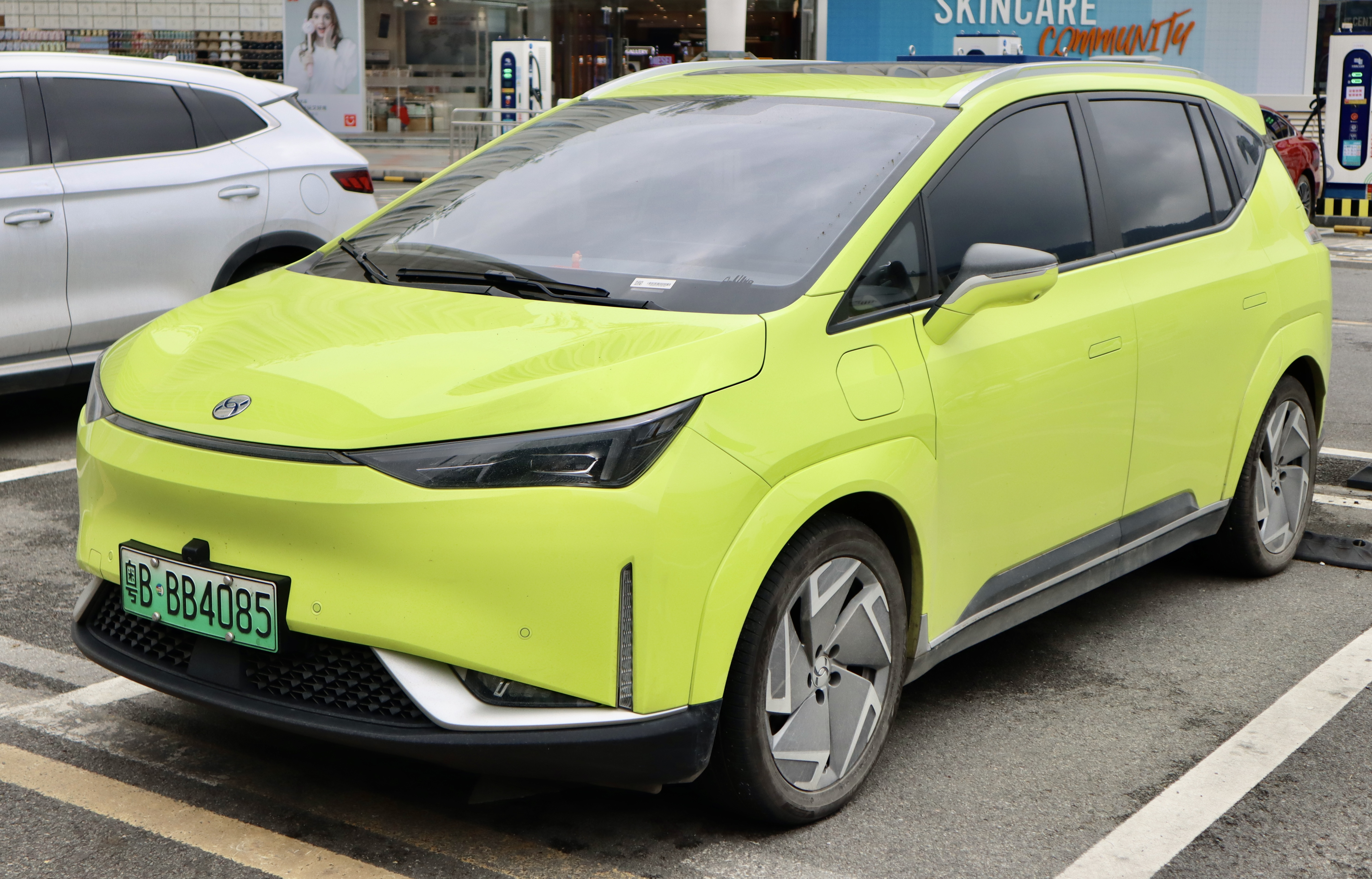
Hycan Z03
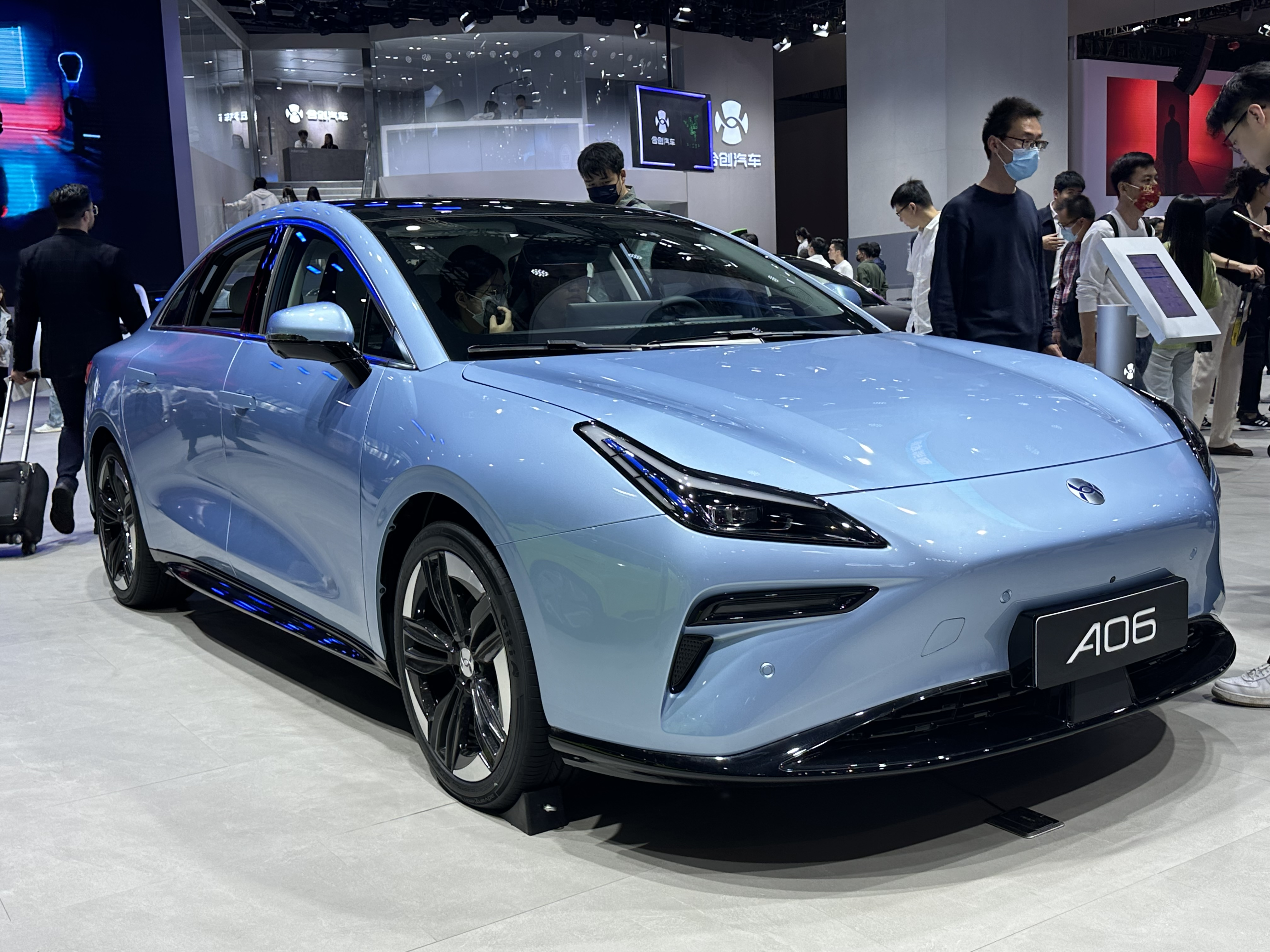
Hycan A06
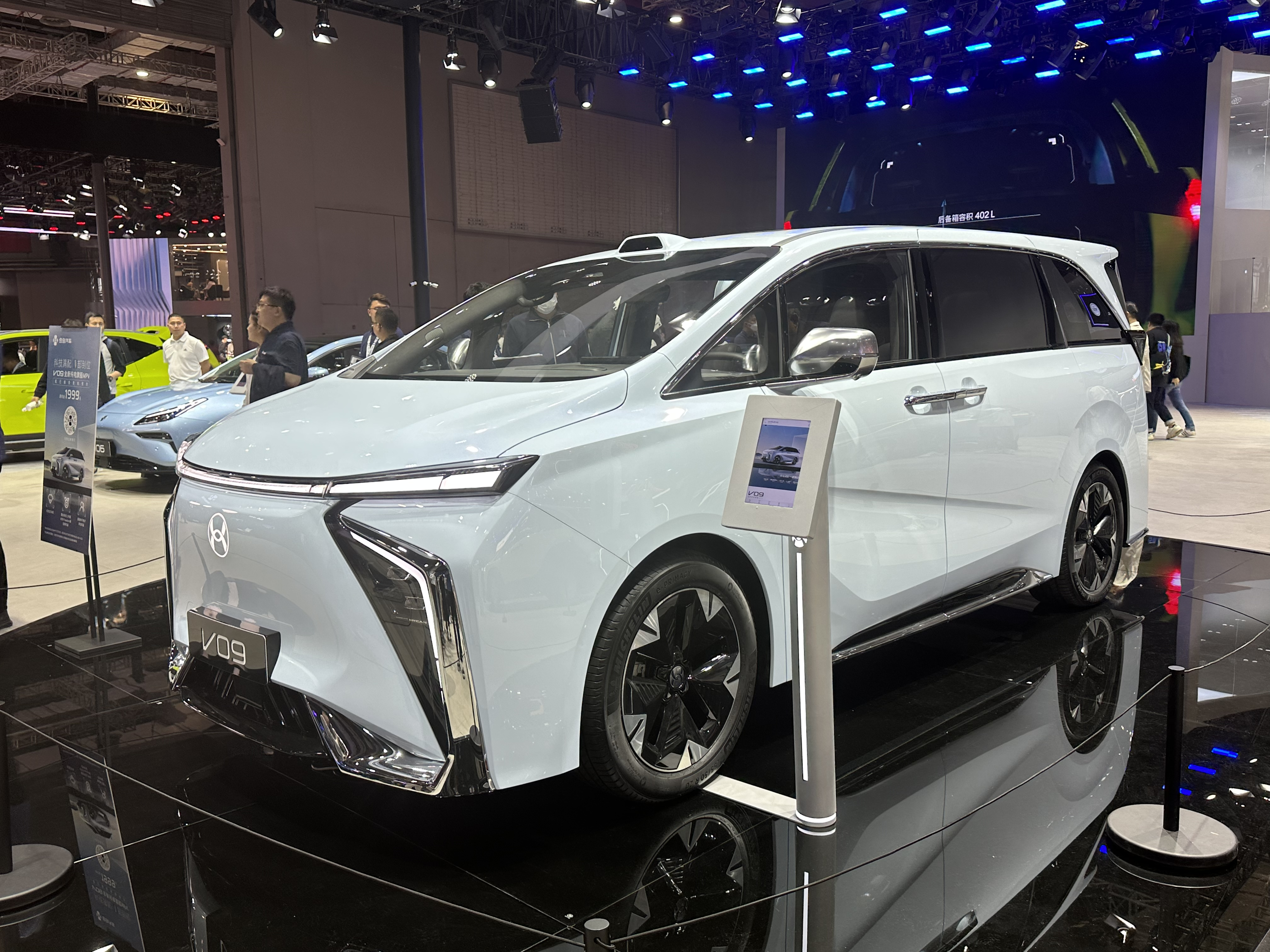
Hycan V09